# Margaret Falls
Die Margaret Falls sind ein Wasserfall bislang nicht ermittelter Fallhöhe in der Region Southland auf der Südinsel Neuseelands. Er liegt westlich der Ortschaft Waikawa im Lauf des Stinker Creek, der einige Kilometer hinter dem Wasserfall in östlicher Fließrichtung in den Waikawa Harbour mündet.